# Bardala labarda
Bardala labarda là một loài nhện trong họ Theridiidae. Chúng thuộc chi đơn loài Bardala và được Michael J. Roberts miêu tả năm 1983.